# Retorno del tiempo invertido
El retorno del tiempo invertido (en inglés : return on time invested, ROTI) es una métrica de productividad y eficiencia que se utiliza para evaluar la efectividad del tiempo dedicado a una actividad o proyecto determinado. Es similar al concepto financiero de retorno de la inversión (ROI), pero se centra en el retorno cualitativo y cuantitativo obtenido del tiempo invertido, en lugar del capital financiero. El ROTI es particularmente útil en contextos donde el tiempo es un recurso crítico, como en la gestión de proyectos, la eficacia organizacional y la productividad personal.

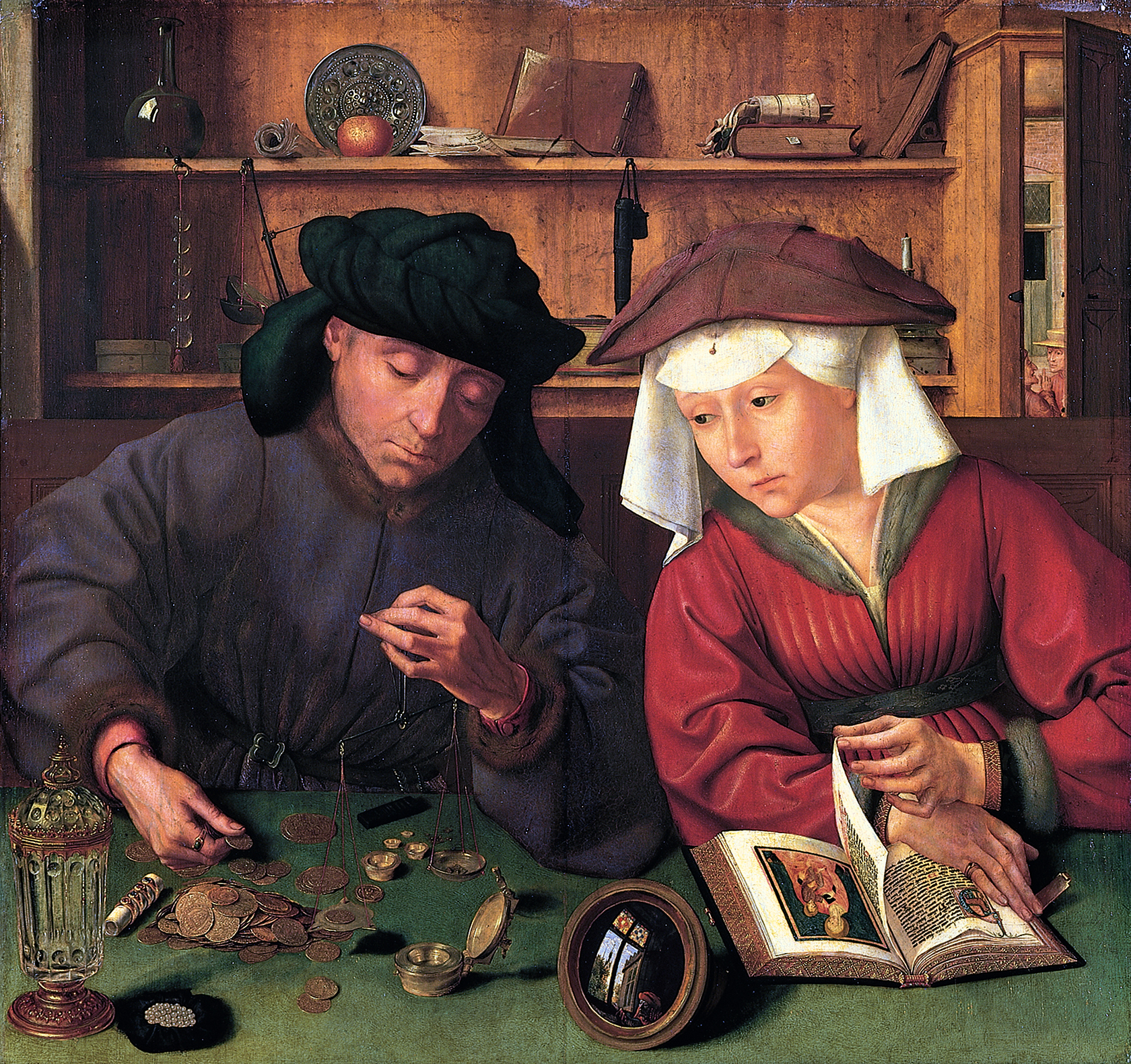
El cambista y su mujer de Quinten Massys (1514)

## Cálculo
El cálculo del ROTI puede variar según el contexto y las métricas específicas que se estén evaluando. Una fórmula general se puede expresar de la siguiente manera: ROTI = Valor total o Resultado alcanzado / Tiempo total invertido.

### Etapas
1. Identificar la actividad: definir los objetivos para los que se calcula el ROTI.
2. Medir el tiempo invertido: medir el tiempo total dedicado a la actividad.
3. Evaluar el resultado o valor: evaluar los resultados cualitativos y cuantitativos resultantes del tiempo invertido. Esto podría incluir tareas completadas, objetivos logrados, habilidades aprendidas o ingresos generados.
4. Calcular el ROTI: dividir el valor total o resultado obtenido por el tiempo total invertido para determinar el ROTI.

### Al terminar una reunión
La evaluación del ROTI al final de una reunión ayuda a determinar si la reunión fue valiosa para los participantes. Los organizadores pueden utilizar herramientas digitales para simplificar el proceso de evaluación del ROTI, facilitando la recopilación y el análisis de datos.
- Solicitar feedback: al final de la reunión, se debe pedir a los participantes que califiquen el valor de la reunión. Esto se puede hacer mediante una encuesta verbal rápida o un enfoque más estructurado utilizando una herramienta de encuesta digital.
- Medir el valor: utilizar una escala simple (1 a 5) donde los participantes califiquen el valor de la reunión en términos de logro de objetivos y contribución a la actividad.
- Medir el tiempo: medir el tiempo total dedicado a las reuniones sin olvidar las actividades de preparación y seguimiento.
- Calcular el ROTI: analizar el feedback para determinar la calificación del valor promedio y compararlo con el tiempo invertido en la reunión.

## Utilización

### Gestión de proyectos
En la gestión de proyectos, el ROTI se utiliza para evaluar la eficacia de la asignación del tiempo entre diversas tareas y fases de un proyecto. Al calcular el ROTI, los gerentes de proyectos pueden identificar áreas en las que el tiempo se utiliza de manera eficiente y aquellas que requieren optimización.

### Eficacia organizacional
Las organizaciones utilizan el ROTI para mejorar la eficiencia general analizando cómo el tiempo de los empleados contribuye a los objetivos de la empresa. Al comprender el ROTI de diferentes procesos y funciones, las organizaciones pueden optimizar las operaciones y asignar recursos de manera más eficiente. Los informes de Harvard Business Review han destacado estudios de casos en los que las empresas mejoraron la eficiencia mediante una mejor gestión del tiempo y evaluaciones del ROTI·.

### Productividad personal
Muchos profesionales utilizan el ROTI en su vida personal para mejorar su propia productividad evaluando cómo dedican su tiempo a diferentes actividades. Esto ayuda a priorizar tareas que ofrecen mayores retornos del tiempo invertido y minimizar el tiempo dedicado a actividades de bajo valor añadido. Diversos medios de comunicación como Inc. suelen dar consejos para maximizar la productividad personal y a menudo hacen referencia a los principios del ROTI.

## Historia
El concepto de ROTI ha evolucionado en paralelo al creciente énfasis en la productividad y la eficiencia en contextos profesionales y personales. Aunque el origen exacto del término no está bien documentado, ganó popularidad a principios del siglo XXI cuando el trabajo del conocimiento y la gestión del tiempo se convirtieron en componentes cruciales del éxito empresarial. La adopción generalizada de herramientas digitales y la necesidad de una asignación eficiente del tiempo en diversos sectores han reforzado aún más la importancia de medir el retorno relacionado con el tiempo. Publicaciones como Forbes han destacado la importancia de la gestión del tiempo y la productividad en numerosos artículos, destacando la relevancia de conceptos como el ROTI en el trabajo moderno.